# Молодіжна збірна Самоа з футболу
Молодіжна збірна Самоа з футболу — національна молодіжна футбольна збірна Самоа, що складається у залежності від турніру із гравців віком до 19 або до 20 років. Вважається основним джерелом кадрів для підсилення складу основної збірної Самоа. Керівництво командою здійснює Футбольна федерація Самоа.
Команда має право участі у Молодіжному чемпіонаті ОФК, у випадку успішного виступу на якому може кваліфікуватися на молодіжний чемпіонат світу до 20 років. Також може брати участь у товариських і регіональних змаганнях.

## Молодіжний чемпіонат ОФК
| Молодіжний чемпіонат ОФК | Молодіжний чемпіонат ОФК | Молодіжний чемпіонат ОФК | Молодіжний чемпіонат ОФК | Молодіжний чемпіонат ОФК | Молодіжний чемпіонат ОФК | Молодіжний чемпіонат ОФК | Молодіжний чемпіонат ОФК |
| Рік                      | Раунд                    | І                        | В                        | Н                        | П                        | Г+                       | Г-                       |
| ------------------------ | ------------------------ | ------------------------ | ------------------------ | ------------------------ | ------------------------ | ------------------------ | ------------------------ |
| 1974                     | не брала участь          | не брала участь          | не брала участь          | не брала участь          | не брала участь          | не брала участь          | не брала участь          |
| 1978                     | не брала участь          | не брала участь          | не брала участь          | не брала участь          | не брала участь          | не брала участь          | не брала участь          |
| 1980                     | не брала участь          | не брала участь          | не брала участь          | не брала участь          | не брала участь          | не брала участь          | не брала участь          |
| 1982                     | не брала участь          | не брала участь          | не брала участь          | не брала участь          | не брала участь          | не брала участь          | не брала участь          |
| 1985                     | не брала участь          | не брала участь          | не брала участь          | не брала участь          | не брала участь          | не брала участь          | не брала участь          |
| 1986                     | не брала участь          | не брала участь          | не брала участь          | не брала участь          | не брала участь          | не брала участь          | не брала участь          |
| 1988                     | груповий етап            | 3                        | 0                        | 0                        | 3                        | 1                        | 31                       |
| 1990                     | не брала участь          | не брала участь          | не брала участь          | не брала участь          | не брала участь          | не брала участь          | не брала участь          |
| 1992                     | не брала участь          | не брала участь          | не брала участь          | не брала участь          | не брала участь          | не брала участь          | не брала участь          |
| 1994                     | груповий етап            | 3                        | 1                        | 0                        | 2                        | 2                        | 6                        |
| 1997                     | не брала участь          | не брала участь          | не брала участь          | не брала участь          | не брала участь          | не брала участь          | не брала участь          |
| 1998                     | груповий етап            | 3                        | 1                        | 0                        | 2                        | 1                        | 12                       |
| & 2001                   | груповий етап            | 5                        | 2                        | 0                        | 3                        | 6                        | 22                       |
| & 2002                   | груповий етап            | 4                        | 1                        | 0                        | 3                        | 6                        | 12                       |
| 2005                     | груповий етап            | 3                        | 0                        | 0                        | 3                        | 1                        | 22                       |
| 2007                     | 7-е місце                | 6                        | 0                        | 0                        | 6                        | 4                        | 33                       |
| 2008                     | не брала участь          | не брала участь          | не брала участь          | не брала участь          | не брала участь          | не брала участь          | не брала участь          |
| 2011                     | не брала участь          | не брала участь          | не брала участь          | не брала участь          | не брала участь          | не брала участь          | не брала участь          |
| 2013                     | не брала участь          | не брала участь          | не брала участь          | не брала участь          | не брала участь          | не брала участь          | не брала участь          |
| 2014                     | не брала участь          | не брала участь          | не брала участь          | не брала участь          | не брала участь          | не брала участь          | не брала участь          |
| & 2016                   | попередній раунд         | 3                        | 1                        | 1                        | 1                        | 8                        | 4                        |
| & 2018                   | попередній раунд         | 3                        | 2                        | 1                        | 0                        | 5                        | 1                        |
| Усього                   | Груповий етап            | 33                       | 8                        | 2                        | 23                       | 34                       | 143                      |